# Pënscherbaach
Pintsch är ett vattendrag i Luxemburg.   Det ligger i distriktet Diekirch, i den norra delen av landet, 40 kilometer norr om huvudstaden Luxemburg.
I omgivningarna runt Pintsch växer i huvudsak blandskog. Runt Pintsch är det ganska glesbefolkat, med 35 invånare per kvadratkilometer.